# カルボナリ
カルボナリ（イタリア語: Carbonari）、あるいはシャルボンヌリー（フランス語: Charbonnerie）は、19世紀前半にイタリアとフランスに興った革命的秘密結社。急進的な立憲自由主義（憲法に立脚する自由主義）を掲げ、ノーラ、トリノをはじめ各地で武装蜂起を企てた。

カルボナリの旗

## 起源
イタリア語のカルボナリ (Carbonari)、あるいはフランス語のシャルボンヌリー (Charbonnerie) は「炭焼（木を燃して炭を製造する職人）」を意味し、日本では炭焼党、カルボナリ党、カルボネリーアとも呼ぶ。
この組織は1806年頃、ナポリ王国において結成された。起源は定かではないが、18世紀末、フランス革命の初期にフランス東部のフランシュ＝コンテに存在した、炭焼人のギルドを模した秘密結社がその源流とされる。

## 組織
カルボナリはナポリに本部を置き（のちにパリに移転）、イタリア全土に支持層を広げた。その組織は徒弟制型の階層構造になっており、徒弟は親方に従属する。
秘密結社の常として、組織は仲間内にのみ解しうる記号や符牒を有していた。党員は、握手の際に秘密のサインを示すことで互いを同志か否か識別。サインは位階ごとに異なっていたという。また徒弟は薪の束、親方は手斧をかたどった飾りを着用した。
更に、党内では独特の隠語が用いられた。党員は自らを賤業とされた炭焼人に見立て、社会をボスコ（Bosco：森林）、政府や与党、戦うべき圧政者をルーポ（lupo：狼）、党員の秘密の集会所をバラッカ（baracca：山小屋、炭焼き小屋）、地方支部をヴェンディタ（Vendita：炭売り場）、党員でない者をパガーニ（pagani：異教徒）と称し、他の党員と挨拶を交わす際はブオン・クジーノ（buon cugino：良き従兄弟）と呼び合った。なお、党員は宗教に言及することを固く禁じられていたが、実際には守護聖人を定めてこれを崇拝するなど、宗教的色彩を帯びていた。
彼らの掲げた「自由・平等」という高邁な理想は、しかし、これに背く者に対しては厳罰（処刑を含む）をもって臨み、また専制打倒という大義のためには、殺人をも厭わないとする過激な思想をも包含していた。この急進的思想に突き動かされたカルボナリは、赤・青・黒の三色旗を旗印として、革命運動へと邁進してゆく。

## 勃興
ナポリ王フェルディナンド4世（Ferdinando IV、両シチリア王としてはフェルディナンド1世）を廃したナポレオン・ボナパルト（Napoléon Bonaparte）は、兄ジョゼフ（Joseph Bonaparte）にナポリの統治を任せることを決定。1806年3月30日、ジョゼフはナポリ王ジュゼッペ・ボナパルテ（Giuseppe Bonaparte）として即位した。これに随行した旧ジャコバン派の人々によって、フランシュ＝コンテにおける結社の思想がナポリに伝播。イタリア南部のカラブリアに亡命していた共和主義者によって、カルボナリが誕生したとの説が有力である。
ジュゼッペに替わり1808年にナポリ王に就いたナポレオンの義弟ジョアシャン・ミュラ（Joachim Murat）ことジョアッキーノ・ミュラ（Gioacchino Murat）は、就任当初はカルボナリを快く思っていなかったが、ナポレオンとの間に齟齬が生じると、ナポレオン体制を否定するカルボナリに利用価値を見出し、これを陰で庇護。国王の後ろ盾を得たカルボナリは、南イタリア一帯に勢力を伸ばした。しかし1812年にシチリアで自由憲法が発布されると、ナポリでも憲法制定を要求する運動が盛んになり、カルボナリは一転してミュラの専制に敵意を露にした。

## 台頭
1814年、ウィーン会議でブルボン朝の王政復古が承認されると共に、ミュラの王位剥奪が決議されると、彼らの攻撃の矛先は、復位したフェルディナンド4世、及びブルボン朝に向けられた。
ブルボン復古王政は、山賊や無頼の徒を募ってカルデラリ（Calderari）と称する暴力団を組織し、カルボナリに対して攻撃を仕掛けた。しかし、両者の抗争により生じた社会秩序の混乱は、却って大衆の不満を煽る結果を招いた。カルボナリは、自由主義的思想を有する貴族や中産市民、亡命貴族の復帰によって免職あるいは降格の憂き目に遭った文武官、生活苦に喘ぐ商工業者や小地主、下級官吏や下級僧侶など、現状に不満を抱く幅広い層から支持を集め、その勢力圏を中部・北部イタリアにまで拡大。サルデーニャ王国のピエモンテでは、青年貴族や大学生の間でカルボナリへの加入が流行するまでに至った。
組織が爛熟した1820年前後には、カルボナリは30万とも60万ともいわれる党員を抱えるほどになった。しかし雑多な階層の人間の集合体であることが災いし、専制政治の打倒と憲法制定、他国による圧力の排除といった主張以外に目立った統一的意思を持たず、活動方針は具体性を欠いた。また組織内の利害対立をそのまま放置したことは、のちの革命遂行に際して深刻な影を落とした。ともあれ、カルボナリはこの時期、王権に対抗しうるほどの実力を獲得した。
勢力の伸張に伴い、カルボナリは教皇権の打倒をも画策した。彼らは教皇ピウス7世（Pius VII）が発布したと称して、カルボナリを政治団体として公認する旨の文書を捏造。これに激怒した枢機卿エルコレ・コンサルヴィ（Ercole Consalvi）やバルトロメオ・パッカ（Bartolomeo Pacca）は1814年8月15日、カルボナリへの入党や集会の開催、集会場の提供を禁ずる命令を発布したが、それでも党勢は衰えを見せず、ついには教皇が兵を差し向ける騒ぎを起こした。

## 蜂起

### ナポリ革命・ピエモンテ革命
1820年1月1日、スペインの陸軍大佐ラファエル・デル・リエゴ（Rafael del Riego y Nuñez）らが、ブルボン復古王政の専制打倒を目指してカディスで反乱を起こし、1812年憲法の復活に成功した（スペイン立憲革命）。カルボナリはこの機に乗じて、1820年7月にナポリ近郊のノーラで、ナポリ軍やブルボン軍騎兵隊の下級将校を巻き込み一斉蜂起した（ナポリ革命、またはノーラの蜂起）。彼らはスペインの1812年憲法と同様の憲法を制定するよう国王フェルディナンド4世に迫り、これを流血なく実現させた。
翌1821年3月にはピエモンテの州都トリノで、やはりカルボナリに指導されたサルデーニャ軍が決起（ピエモンテ革命）。サルデーニャ王子カルロ・アルベルト（Carlo Alberto）を摂政に迎えて自由主義的革命政府を樹立し、憲法発布を実現。国王ヴィットーリオ・エマヌエーレ1世（Vittorio Emanuele I）は退位し、替わってカルロ・フェリーチェ（Carlo Felice）が即位した。これにより、一時的ながら革命は成功した。なお、カルロ・アルベルトは1831年、カルロ・フェリーチェの後を継いで国王に即位している。
これに対し、北イタリアを領有するオーストリアは革命の波及を恐れ、鎮圧に乗り出した。宰相クレメンス・メッテルニヒ（Cremens Metternich）は1821年、五国同盟の加盟国（英・露・墺・普・仏）をライバッハ（現リュブリャナ）に集め、対応を協議（ライバッハ会議）。オーストリア軍の出兵を承認させた。これを受けて両シチリア国王フェルディナンド1世も、憲法は自らの意思に反して強要されたものであるとして革命鎮圧の為にオーストリア軍の派遣を要請した。同年3月23日、オーストリア軍はグリエルモ・ペーペ将軍率いるナポリの立憲政府軍を打破しナポリを占領した。4月にはピエモンテに侵入し、カルボナリを中心とする革命軍を破った。
なお、スペイン立憲革命もフランス軍の干渉により挫折、指導者リエゴは1823年に刑死した。

### 本部移転と国際化
革命政権の崩壊により、イタリアにおけるカルボナリは衰退を始める。教皇ピウス7世が1821年9月13日、この蜂起を糾弾する声明を発表するなど、圧力も強まりを見せたため、カルボナリは本拠地をパリに移した。1821年当時は、フランスにおいてもカルボナリ（シャルボンヌリー）が結成された時期であった。イタリアのカルボナリは、この地においてフランスのシャルボンヌリーと連携。ウィーン体制の打倒を目指すヨーロッパ各地の自由主義者の支持を集め、国際的にはなおも勢力を拡大したが、彼らの思想に必ずしも同調しているとはいえないルイ・フィリップ（Louis Philippe）やルイ＝ナポレオン・ボナパルト（Louis-Napoléon Bonaparte）を指導者に加えるに至って、大衆との乖離が進んだ。

### フランス7月革命
1830年7月27日、パリでフランス7月革命が勃発。この時、シャルボンヌリーは学生、小市民、労働者らと連携。ブルジョアジーの援助を得た約6万人の市民は、7月29日にルーヴル宮殿やテュイルリー宮殿、ノートルダム聖堂を占領。3日間の市街戦に勝利した（栄光の3日間）。
8月2日、国王シャルル10世（Charles X）はイギリスへ亡命し、ブルボン朝は崩壊。延べ200余年の歴史に幕を下ろす。これに替わりルイ・フィリップを国王に戴く立憲王政が誕生。新政権にはカルボナリの党員も名を連ねた。

## 解体
フランス7月革命の成功を受け、イタリアのカルボナリは1831年から1832年にかけて、教皇領やボローニャ、モデナ、パルマなど中部イタリアの各地で革命を企て蜂起した（イタリア暴動、又は中部イタリア革命）が、オーストリア軍が国境を越えて再び進撃。期待を寄せていたルイ・フィリップからの援助は全くなされず、暴動は鎮圧された。これによりカルボナリは求心力を失い、党員は次々と離散した。
この動乱のさなかに離党したジュゼッペ・マッツィーニ（Giuseppe Mazzini）は1831年、亡命先のマルセイユで青年イタリア（Giovine Italia）を結成。残存勢力の多くがこれに合流した。
フランスのシャルボンヌリーも、所期の目的である革命が成功すると急速に解体。この成果に飽き足らず、ルイ・フィリップの王政に不満を持った急進勢力は、他の共和主義団体に籍を移して革命運動を継続した。

## 影響
カルボナリ（シャルボンヌリー）が起こした一連の革命運動は、唯一にして最大の成功例たる7月革命を除けばいずれも挫折。束の間の政権樹立を現出したナポリ革命やピエモンテ立憲革命においても、鎮圧後に憲法は放棄され、立憲国家の夢は潰えた。しかし7月革命は勿論のこと、イタリアにおける諸々の革命もウィーン体制を揺るがした。フランスにおいては1848年の2月革命の素地を醸成。また、イタリアにおいては直接的な果実は皆無に近かったとはいえ、1861年のイタリア王国建国へと繋がる成果を挙げたといってよく、初期の統一運動（イタリア統一運動Risorgimento）を代表するものであった。

## 主な党員
- アントニオ・パニッツィ（Antonio Genesio Maria Panizzi：のちの大英博物館第6代館長）
- フィリッポ・ミケーレ・ブオナローティ（Filippo-Michele Buonarroti：革命家。バブーフの陰謀など、多くの革命・クーデター計画に加担）
- ジュゼッペ・マッツィーニ（Giuseppe Mazzini：革命家。離党後、青年イタリアを組織）
- ルイ＝ナポレオン・ボナパルト（Louis-Napoléon Bonaparte：ナポレオン・ボナパルトの甥。のちのフランス皇帝ナポレオン3世）
- ルイ・フィリップ（Louis Philippe：オルレアン公。のちのフランス王）
- ピエーロ・マロンチェッリ（Pietro Maroncelli：愛国主義者。1820年、オーストリア軍により拘束、10年の幽囚を経て解放）
- シルヴィオ・ペッリコ（Silvio Pellico：詩人。マロンチェリと共に拘束、のち解放）
- ジョバンニ・ベルシェ（Giovanni Berchet：詩人、作家、翻訳家、のちサルデーニャ王国下院議会（イタリア語版）議員）

## その他
- 「秘密結社」という神秘的な部分と組織の類似性からフリーメイソン陰謀論者のネタにされる。